# José Squinquel
José Squinquel, né le 29 septembre 1905 à Forest (Bruxelles) et mort le 20 octobre 1987 est un acteur et metteur en scène français d'origine belge.

## Biographie
Achille Fernand Joseph Squinquel est le fils d'Hector Jean Baptiste Squinquel, tapissier-garnisseur, et d'Octavie Désirée Desras. Son frère cadet Fernand, époux d'Yvonne Myriam, est également comédien.
Il commence sa carrière sur les planches de Bruxelles, devant Yvette Guilbert, puis part pour Paris où il entre au Conservatoire. Premier accessit en 1928, il reçoit le second prix de tragédie en 1929 (pas de premier décerné).
En 1929, il reçoit le prix Victor Reding.
En mai 1939, alors qu'il revient de Bruxelles après avoir rendu visite à ses parents, il est arrêté à la frontière et risque la prison Il demande et obtient la nationalité française en 1940. Le régime de Vichy entamera une procédure de dénaturalisation en 1943.
Divorcé de l'actrice Claude Génia, il épouse en 1948 Christiane Mangeard, divorcée de Vincent Isola. Paul Abram et André Cornu sont les témoins majeurs du mariage, il divorce puis épouse Mireille Lassalle avec qui il vécu jusqu’à la fin de sa vie et eut 3 enfants, Jean-Claude Squinquel, Bernard Squinquel et Marie-José Squinquel épouse Jares née la 11 Mai 1951.
On perd sa trace après mars 1973, date du décès de son fils Bernard. Il demeurait alors place de la Porte-de-Bagnolet dans le 20e arrondissement de Paris avec sa dernière épouse Mireille Squinquel née Lassalle et exerçait la profession de représentant de commerce.

## Filmographie

### Cinéma
- 1962 : Le Gorille a mordu l'archevêque de Maurice Labro
- 1961 : Le Comte de Monte-Cristo de Claude Autant-Lara
- 1960 : Austerlitz d'Abel Gance
- 1959 : Hannibal de Carlo Ludovico Bragaglia et Edgar G. Ulmer
- 1958 : Les Jeux dangereux de Pierre Chenal
- 1943 : Le Moulin des Andes de Jacques Rémy
- 1942 : Ceniza al viento de Luis Saslavsky
- 1938 : Terre de feu de Giorgio Ferroni et Marcel L'Herbier
- 1937 : La Citadelle du silence de Marcel L'Herbier
- 1935 : Pasteur de Sacha Guitry et Fernand Rivers
- 1927 : Napoléon d'Abel Gance

### Télévision
- 1968 : L'Éventail de Séville de René Wheeler
- 1966 : La Chasse au météore de Lazare Iglesis
- 1966 : La mort de Sidonie Mertens, épisode dans la série En votre âme et conscience

## Théâtre

### Metteur en scène
- 1950 : Le Fleuve de Charles Cordier, au Théâtre Verlaine

### Acteur
- 1947 : Thérèse Raquin, de Marcelle Maurette
- 1946 : Et pourtant elle tourne, de Pierre Franck
- 1943 : Hyménée d'Édouard Bourdet
- 1935 : Le Procès d'Oscar Wilde
- 1937 : Le Simoun de Camille Corney
- 1936 : Europe de Maurice Rostand
- 1936 : Le Jour de gloire de André Bisson et Meg Villars
- 1934 : Le Bossu de Paul Féval
- 1934 : Tristan et Iseut de Joseph Bédier
- 1933 : Un Coquin de Élie Dautrin
- 1931 : Madame Sans-Gêne de Victorien Sardou et Émile Moreau